# إلمينا ويلسون
إلمينا ويلسون (1870-1918) هي أول امرأة أمريكية تكمل شهادة لمدة أربع سنوات في الهندسة المدنية. واصلت دراستها للحصول على أول درجة ماجستير في هذا المجال، ثم أصبحت أول أستاذة تدرس الهندسة في جامعة ولاية آيوا. كان أول مشروع لها كمساعد في تصميم برج مارستون المائي في حرم جامعة آيوا. بعد التدريس لمدة عشر سنوات في الكلية، انتقلت إلى مدينة نيويورك لتلتحق بممارسة خاصة. عملت ويلسون مع شركة جيمس أي. بروكس وشركة تصميم ناطحات السحاب بوردي وهندرسون وشركة جون سيفيرن براون.

## النشأة
ولدت إلمينا تيسا ويلسون في 29 سبتمبر 1870 في هاربر، مقاطعة كيوكوك، آيوا لأوليف (كنيتها قبل الزواج إيتون) وجون س. ويلسون. كانت ثاني أصغر ابنة في عائلة مكونة من خمسة أشقاء آخرين، وارين وفاني وأوليف وآنا وألدا. في عام 1892، تخرجت من جامعة ولاية آيوا مع أول شهادة هندسة مدنية مدتها أربع سنوات تمنح لأي امرأة من جامعة أمريكية. في عام 1894، تخرجت إلمينا بدرجة الماجستير في الهندسة المدنية من جامعة ولاية آيوا، بالتزامن مع تخرج الأخت ألدا بدرجة البكالوريوس في نفس المجال. كانت الشقيقتان عضوين في أخوية نساء باي بيتا فاي وداعمتين مخلصتين لكل من تعليم المرأة وحق الاقتراع.

## المسيرة المهنية

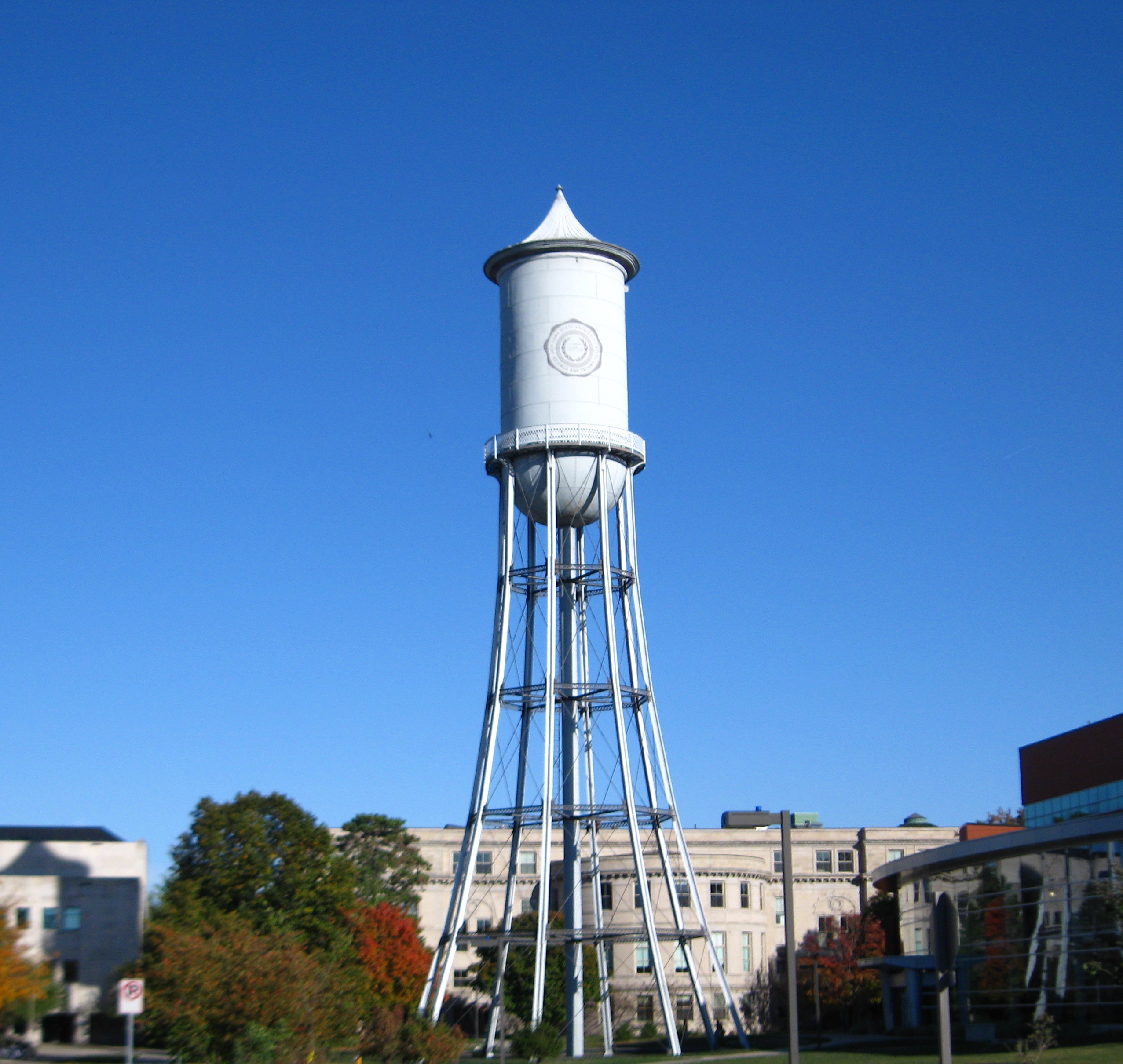
برج مارستون للمياه

بعد فترة وجيزة من تخرجها، بدأت ويلسون العمل في جامعة ولاية آيوا، أولًا كمساعدة في غرفة الصياغة بالمدرسة ثم رُقيت لتصبح محاضرة في العام التالي. في عام 1895، تعاونت في مشروع مع بروفيسور، كان برج أنسون مارستون، أول برج مياه فولاذي مرتفع يُبنى غرب المسيسيبي. انتهى العمل في البرج، الذي أصبح يعرف باسم برج مارستون المائي، في عام 1897. بعد الانتهاء من المشروع، أخذت ويلسون دورة شتوية في علم الهيدروليكا في جامعة كورنيل وعادت إلى تدريس الفيزياء في جامعة ولاية آيوا. خلال عطلاتها الصيفية، عملت مع ألدا في شيكاغو مع شركة باتون وميلر، حيث كانت تنجز المسودات وفي الفترتين الشتويتين التاليتين، درست في معهد ماساتشوستس للتكنولوجيا وحصلت على درجة الدراسات العليا. عادت للعمل في جامعة ولاية آيوا كأستاذ مساعد للفيزياء وبدأت في نشر العديد من المقالات في مجلة آيوا للهندسة حول اختبار صيغ الأسمنت. ركزت معظم الدورات التي درستها على الهندسة المدنية وتناولت الهياكل.
في خريف عام 1903، أخذت ويلسون وشقيقتها ألدا إجازة دراسية لدراسة الهندسة والتصميمات المعمارية في أوروبا. سافرتا في الغالب على الدراجات، وزارتا إنجلترا وفرنسا وألمانيا واليونان وإيطاليا واسكتلندا وسويسرا. عند عودتهما إلى الولايات عام 1904، استقالت ويلسون من منصبها في جامعة ولاية آيوا وسعت للحصول على عمل خاص في مدينة نيويورك مع شركة جيمس إي بروكس. كانت أول مهمة لها مع الشركة في أعمال إيسيكس للهياكل المعدنية في بلومفيلد، نيو جيرسي. في عام 1906، بدأت العمل في المنشورات مع وزارة الزراعة الأمريكية ونُشر كتيب بعنوان وسائل الراحة الحديثة للمنازل الريفية في العديد من الصحف على المستوى الوطني. تضمنت المقالات موضوعات مثل أنابيب المياه التي تضخها طاحونة هوائية في جميع أنحاء المنازل الريفية أو إضافة أحواض الاستحمام التي تخدمها المياه التي تُضخ من الخزانات المرتفعة في العلية أو الأسطوانات الهوائية المثبتة في الأقبية.
في العام التالي، انضمت ويلسون إلى شركة بوردي وهندرسون الهندسية المرموقة، وهي شركة رائدة في تصميم ناطحات السحاب، إذ بدأت العمل في مبنى فلاتيرون ثم عملت لاحقًا في برج ميت لايف. في ديسمبر 1907، أبحرت الأخوات على متن سفينة وايت ستار لاين أدرياتيك، عائدتين إلى أوروبا لقضاء ستة أشهر في دراسة الهندسة المعمارية في فرنسا وإسبانيا. عند عودتهما إلى الوطن، عملتا معًا على تصميم مسكن في أميس بولاية آيوا لصالح و. ج. فريد وابنته كيتي. في عام 1911، شغلت ويلسون منصب رئيس فرع نيويورك لنادي خريجي باي بيتا فاي. عُيّنت لاحقًا كمصممة إنشائية في عام 1912 من قبل شركة جون سيفيرن براون. في عام 1913، خططت الأختان لرحلة أخرى للدراسة لمدة ثمانية أشهر في ألمانيا وإيطاليا وصقلية. في عام 1915، عملت الأختان معًا على رسومات معمارية وهندسية لكوخ المعلمين، المعروف أيضًا باسم منزل هيلميش، في غاتلينبرغ، تينيسي في مدرسة أرومونت للفنون والحرف. تقدمت ويلسون بطلب للحصول على عضوية مع نورا بلاتش في الجمعية الأمريكية للمهندسين المدنيين، ولكن الطلب رُفض. قاضت بلاتش لاحقًا المنظمة للحصول على العضوية. كانت الأختان متورطتين في نادي حق الاقتراع للمرأة في مانهاتن، حيث شغلت إلمينا منصب رئيسته، واتصلت بالقادة الوطنيين مثل سوزان ب. أنتوني وكاري تشابمان كات وإليانور روزفلت. نظرًا لعلاقاتهم في ولاية آيوا والمشاركة في حق الاقتراع، أصبحت أخوات ويلسون صديقات شخصيات مع كات، والتي أصبحت ألدا فيما بعد رفيقةً لها وسكرتيرة.
توفيت ويلسون في 4 يونيو 1918 في مدينة نيويورك ودفنت هناك.